# 加里·肖
加里·羅拔·梳（英語：Gary Robert Shaw，1961年1月21日—2024年9月16日）是一名前英格蘭足球運動員，曾於1980年代初期效力。司職前鋒。

## 球員生涯
出道於英格蘭球會，1980-81年度球季，贏得英格蘭甲組聯賽冠軍成員，他本人也獲選為PFA年度最佳青年球員。
1981-82年度球季，協助贏得歐洲冠軍盃。
1983年9月，作客諾定咸森林的比賽中，膝蓋嚴重受傷。康復後，繼續効力，1987年被外借至黑池，到了1988年7月轉會丹麥球會哥本哈根，首次到海外球會効力。1989年再轉會奧地利球會SK Austria Klagenfurt。
1991年到香港加盟依波路，惟由於受到嚴重膝傷困擾，只上陣過2次，便和球會提前解約。

## 國際賽
加里·羅拔·梳曾經7次代表英格蘭U21上陣，並且有份入選1982年世界盃英格蘭國家隊40人初選名單，惟最後22人參賽名單榜上無名。

## 荣誉
俱乐部
阿士東維拉
- 英格蘭甲組聯賽：1980-81賽季
- ：1981-82賽季
- 歐洲超級盃：1982年

個人
- PFA年度最佳青年球員：1980-81賽季
- 布拉沃奬（英语：Bravo Award）(歐洲最佳新人奬)：1982年